# مجمع ليون الأول
مجمع ليون الأول (1245) يعتبر المجمع المسكوني الثالث عشر في الكنيسة الكاثوليكية، ترأسه البابا إينوسنت الرابع، بعد خلافه مع الإمبراطور فريدريك الثاني. حضر المجمع 250 أسقف، فضلاً عن رؤساء الأديرة وسفراء الملوك والأمراء. أقرّ المجمع على الصعيد الدينوي إرسال الحملة الصليبية السابعة، أما على الصعيد إدارة الكنيسة فقد وجه المجمع 38 وثيقة في تنظيم عمل الكنيسة، والرهبانيات.